# Puchar Irlandii Północnej w piłce siatkowej mężczyzn
Puchar Irlandii Północnej w piłce siatkowej mężczyzn (oficjalnie NIVA Cup) – cykliczne krajowe rozgrywki sportowe organizowane corocznie przez Northern Ireland Volleyball dla północnoirlandzkich męskich klubów siatkarskich.
Od 2002 roku rozgrywki mają charakter otwarty, tj. mogą w nich brać udział również kluby z Irlandii, Anglii, Szkocji oraz Walii.
Od 2016 roku obok Pucharu NIVA organizowany jest także Puchar Ligi.

## Triumfatorzy
| Sezon | Miejsce finału                                            | Zdobywca pucharu                                          | Finalista                                                 | Wynik finału                                              | *             |
| ----- | --------------------------------------------------------- | --------------------------------------------------------- | --------------------------------------------------------- | --------------------------------------------------------- | ------------- |
| ...   |                                                           |                                                           |                                                           |                                                           |               |
| 2002  | Belfast                                                   | Belfast Rucanor                                           | Liverpool                                                 | 2:1 (25:19, 16:25, 15:9)                                  | [ 1 ]         |
| 2003  | brak danych                                               | brak danych                                               | brak danych                                               | brak danych                                               |               |
| 2004  | Jordanstown                                               | University of Ulster                                      | Aztecs VC                                                 | 1:1 (16:18, 25:9)                                         | [ 2 ]         |
| 2005  | Jordanstown                                               | brak danych                                               | brak danych                                               | brak danych                                               |               |
| 2006  | Jordanstown                                               | brak danych                                               | brak danych                                               | brak danych                                               |               |
| 2007  | brak danych                                               | Queen's University Belfast                                | brak danych                                               | brak danych                                               |               |
| 2008  | brak danych                                               | brak danych                                               | brak danych                                               | brak danych                                               |               |
| 2009  | Jordanstown                                               | Ulster Elks                                               | Queen's University Belfast                                | 2:0                                                       |               |
| 2010  | Jordanstown                                               | Ulster Elks                                               | Queen's University Belfast                                | 2:0                                                       | [ 3 ]         |
| 2011  | Belfast                                                   | Lisburn Lynx                                              | Richhill Raiders                                          | 2:1                                                       | [ 4 ]         |
| 2012  | Lisburn                                                   | Richhill Raiders                                          | Ulster Jordanstown                                        | 2:0                                                       | [ 5 ]         |
| 2013  | Lisburn                                                   | Ulster Jordanstown                                        | Richhill Raiders                                          | brak danych                                               |               |
| 2014  | Belfast                                                   | Queen's University Belfast                                | brak danych                                               | brak danych                                               |               |
| 2015  | Jordanstown                                               | Ballymoney Blaze                                          | DVC Bravo                                                 | brak danych                                               | [ 6 ]         |
| 2016  | Jordanstown                                               | Team Zimmer                                               | Queen's University Belfast                                | brak danych                                               |               |
| 2017  | Jordanstown                                               | Ballymoney Blaze                                          | Team Zimmer                                               | 2:1                                                       |               |
| 2018  | Jordanstown                                               | Ballymoney Blaze                                          | Team Zimmer                                               | 2:0 (26:24, 25:21)                                        | [ 7 ]         |
| 2019  | Jordanstown                                               | Aztecs Eagles                                             | Ballymoney Blaze                                          | 3:0 (25:21, 27:25, 25:19)                                 | [ 8 ]         |
| 2020  | Ze względu na pandemię COVID-19 rozgrywki nie odbyły się. | Ze względu na pandemię COVID-19 rozgrywki nie odbyły się. | Ze względu na pandemię COVID-19 rozgrywki nie odbyły się. | Ze względu na pandemię COVID-19 rozgrywki nie odbyły się. |               |
| 2021  | Ze względu na pandemię COVID-19 rozgrywki nie odbyły się. | Ze względu na pandemię COVID-19 rozgrywki nie odbyły się. | Ze względu na pandemię COVID-19 rozgrywki nie odbyły się. | Ze względu na pandemię COVID-19 rozgrywki nie odbyły się. |               |
| 2022  | Ze względu na pandemię COVID-19 rozgrywki nie odbyły się. | Ze względu na pandemię COVID-19 rozgrywki nie odbyły się. | Ze względu na pandemię COVID-19 rozgrywki nie odbyły się. | Ze względu na pandemię COVID-19 rozgrywki nie odbyły się. |               |
| 2023  | Coleraine                                                 | Ballymoney Blaze                                          | Queen's University Belfast 2                              | 3:0 (25:15, 25:13, 25:18)                                 | [ 9 ]         |
| 2024  | Jordanstown                                               | Belfast Wolves                                            | Aztecs Eagles                                             | 3:2 (22:25, 25:22, 22:25, 25:18, 15:9)                    | [ 10 ] [ 11 ] |
| 2025  | Craigavon                                                 | Belfast Wolves                                            | QUB Aces                                                  | 3:0 (25:23, 25:17, 25:20)                                 | [ 12 ]        |